# Garcihernández
Garcihernández è un comune spagnolo di 611 abitanti situato nella comunità autonoma di Castiglia e León.